# Maddalena Grassano
Maddalena Grassano (Alessandria, 4 maggio 1949) è un'ex velocista italiana.

## Biografia
Nata nel 1949 a Mandrogne, frazione di Alessandria, nel 1971 ha preso parte agli Europei di Helsinki, uscendo in batteria con il tempo di 45"71 nella staffetta 4×100 m, arrivando 5ª, con Cecilia Molinari, Alessandra Orselli e Laura Nappi. Nello stesso anno ha vinto la medaglia d'oro nella staffetta 4×100 m ai Giochi del Mediterraneo di Smirne, insieme a Cecilia Molinari, Ileana Ongar e Laura Nappi, con il crono di 45"6.
A 23 anni ha partecipato ai Giochi olimpici di Monaco di Baviera 1972, nella staffetta 4×100 m con Cecilia Molinari, Alessandra Orselli e Laura Nappi, chiudendo 5ª in semifinale con il tempo di 44"62.
È stata campionessa italiana nei 200 m piani nel 1971, con il tempo di 24"7, e nella staffetta 4×200 m nel 1975, con la FIAT Torino, insieme a Donata Govoni, Olga Perrone e Carla Tozzi, con il crono di 1'38"9.

## Palmarès
| Anno | Manifestazione          | Sede              | Evento            | Risultato  | Prestazione | Note |
| ---- | ----------------------- | ----------------- | ----------------- | ---------- | ----------- | ---- |
| 1971 | Europei                 | Helsinki          | Staffetta 4×100 m | Batteria   | 45"71       |      |
| 1971 | Giochi del Mediterraneo | Smirne            | Staffetta 4×100 m | Oro        | 45"6        |      |
| 1972 | Giochi olimpici         | Monaco di Baviera | Staffetta 4×100 m | Semifinale | 44"62       |      |

## Campionati nazionali
- 1 volta campionessa nazionale nei 200 m piani (1971)
- 1 volta campionessa nazionale nella staffetta 4×200 m (1975)

1971
- Oro ai Campionati nazionali italiani, 200 m piani - 24"7

1975
- Oro ai Campionati nazionali italiani, staffetta 4×200 m - 1'38"9